# Carex fusiformis
Carex fusiformis är en halvgräsart som beskrevs av Christian Gottfried Daniel Nees von Esenbeck. Carex fusiformis ingår i släktet starrar, och familjen halvgräs.

## Underarter
Arten delas in i följande underarter:
- C. f. maijishanica
- C. f. fusiformis